# Canadees-Engels
In Canada wonen meer dan 35 miljoen mensen, hoofdzakelijk van Europese afkomst, met grote minderheden van de oorspronkelijke indiaanse bewoners, de Inuit en Chinezen. Engels is de moedertaal van ongeveer 60% van de mensen, terwijl 24% Frans als moedertaal gebruikt (zie Canadees-Frans). 
Terwijl Canada op federaal niveau officieel tweetalig is, kan men maar in beperkte mate spreken van een functionele tweetaligheid. In acht van de tien provincies is het Engels verreweg de grootste taal, in Quebec is dat het Frans. New Brunswick is de enige provincie die officieel tweetalig is, en waar Engelstaligen en Franstaligen beide sterk vertegenwoordigd zijn (ongeveer twee derde Engels en een derde Frans).
Het Engels wordt in toenemende mate door de Amerikaanse normen beïnvloed; verschillende Amerikaanse radio- en televisieprogramma's kunnen worden ontvangen en driekwart van de bevolking leeft binnen een afstand van 150 kilometer tot de Amerikaanse grens. Zoals in alle andere Engelstalige landen zijn er ook plaatselijke, regionale en etnische dialecten. Het Engels van Quebec is bijvoorbeeld meer door het Frans beïnvloed dan het Engels van Brits-Columbia.

## Spelling
De Canadese spelling is een combinatie van Britse en Amerikaanse regels. De oorspronkelijke Britse spelling met uitgangen zoals  -re en -our (bijvoorbeeld in centre en colour, woorden die in de VS als center en color gespeld worden) is uit de Franse taal ("centre" en Oudfrans "coulour") bewaard gebleven. Veel van de Britse spelling wordt nog steeds gebruikt voor tweetalige woordvormingen zoals CITY CENTRE-VILLE, wat een voordeel is voor de afwijkende positie van het bijvoeglijk naamwoord in het Frans en in het Engels. In België, vooral in Brussel, wordt deze methode ook gebruikt voor tweetalige Nederlands-Franse opschriften en borden. 
Ook historische en economische banden beïnvloeden de spellingskeuze. Enerzijds is er een sterke economische band met Groot-Brittannië, waardoor in Canada bijvoorbeeld de Britse schrijfwijze "cheque" en niet de Amerikaanse schrijfwijze "check" gebruikelijk is. Omdat er anderzijds veel Amerikaanse bedrijven in Canada gevestigd zijn, worden er ook veel Amerikaanse vaktermen en schrijfwijzen gebruikt.

## Fonologie
Het Engels van Canada is rhotic, dat wil zeggen dat de r-klank altijd wordt uitgesproken. Net zoals in de VS blijft de oe-klank na een d, t of n gehandhaafd; in het Brits Engels wordt de klank joe (bijvoorbeeld: news en duty).
De /t/ wordt tussen klinkers en tussen de medeklinkers /r/ en /t/ stemhebbend uitgesproken. Indien de /t/ in het midden van een woord op een /n/ volgt, wordt deze bij de uitspraak weggelaten: Toronto, plenty.
De voorzetsels anti- en semi- worden met een /i/-klank in plaats van de Britse /ai/ uitgesproken.
Een typische Canadese afwijking in de uitspraak (vergeleken met de VS) is de zogenaamde Canadian raising, waarin de  /au/ in woorden als out of about lichtjes neigt naar de /eu/ in het Nederlandse woord leut.

## Woordenschat
Talloze Amerikaanse woorden zijn overgenomen en hebben Britse equivalenten vervangen, bijvoorbeeld truck, gas en sidewalk in plaats van lorry, petrol en pavement. Riding is het Canadese equivalent voor constituency (kiesafdeling).